# Visoče, Tržič
Visoče so naselje v Občini Tržič.